# Lagoa de Albufeira
Vista aérea da Lagoa de Albufeira ao amanhecer.

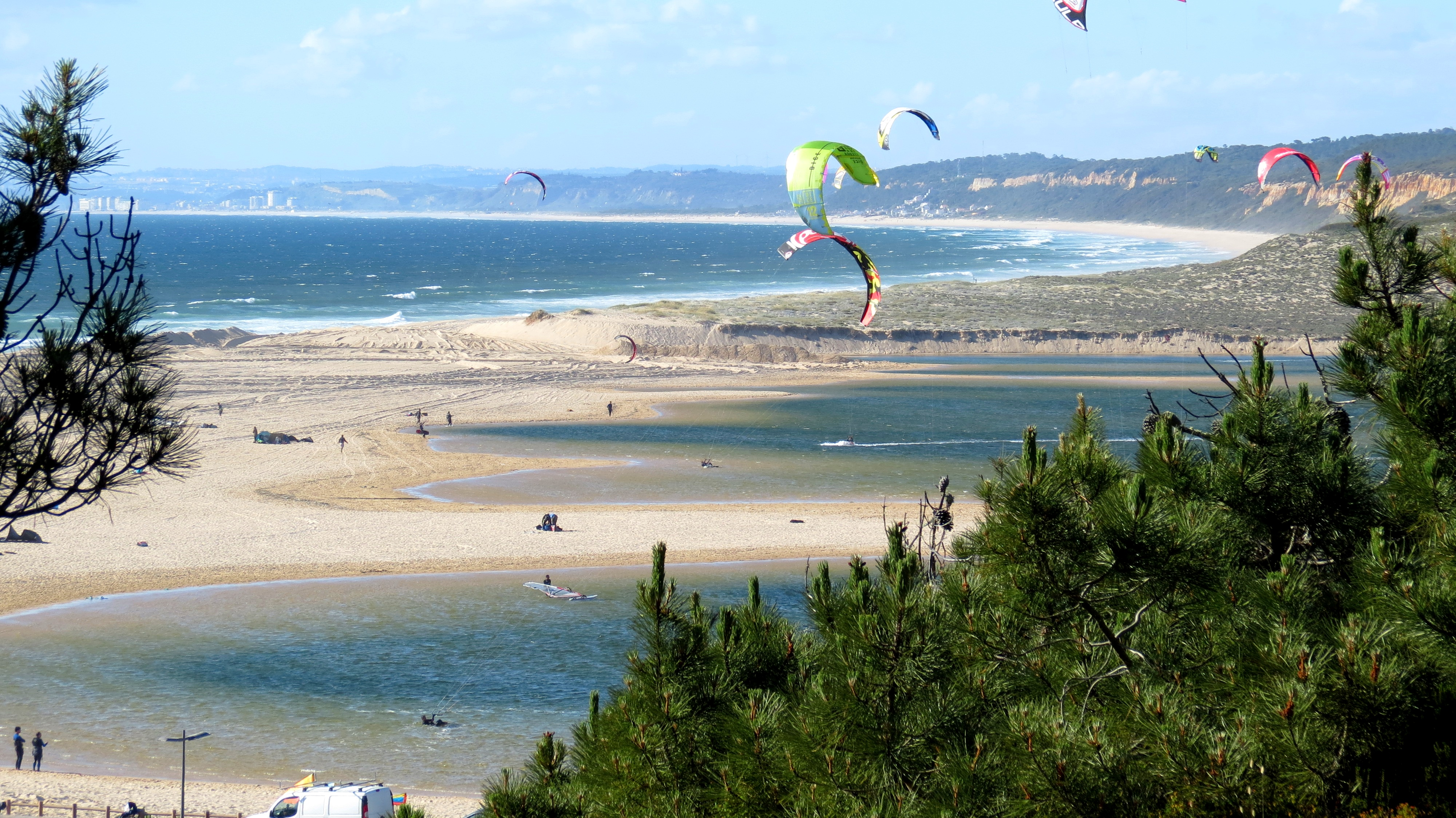
Lago principal da Lagoa de Albufeira junto à foz que dá acesso ao mar.

A água límpida da Lagoa de Albufeira.

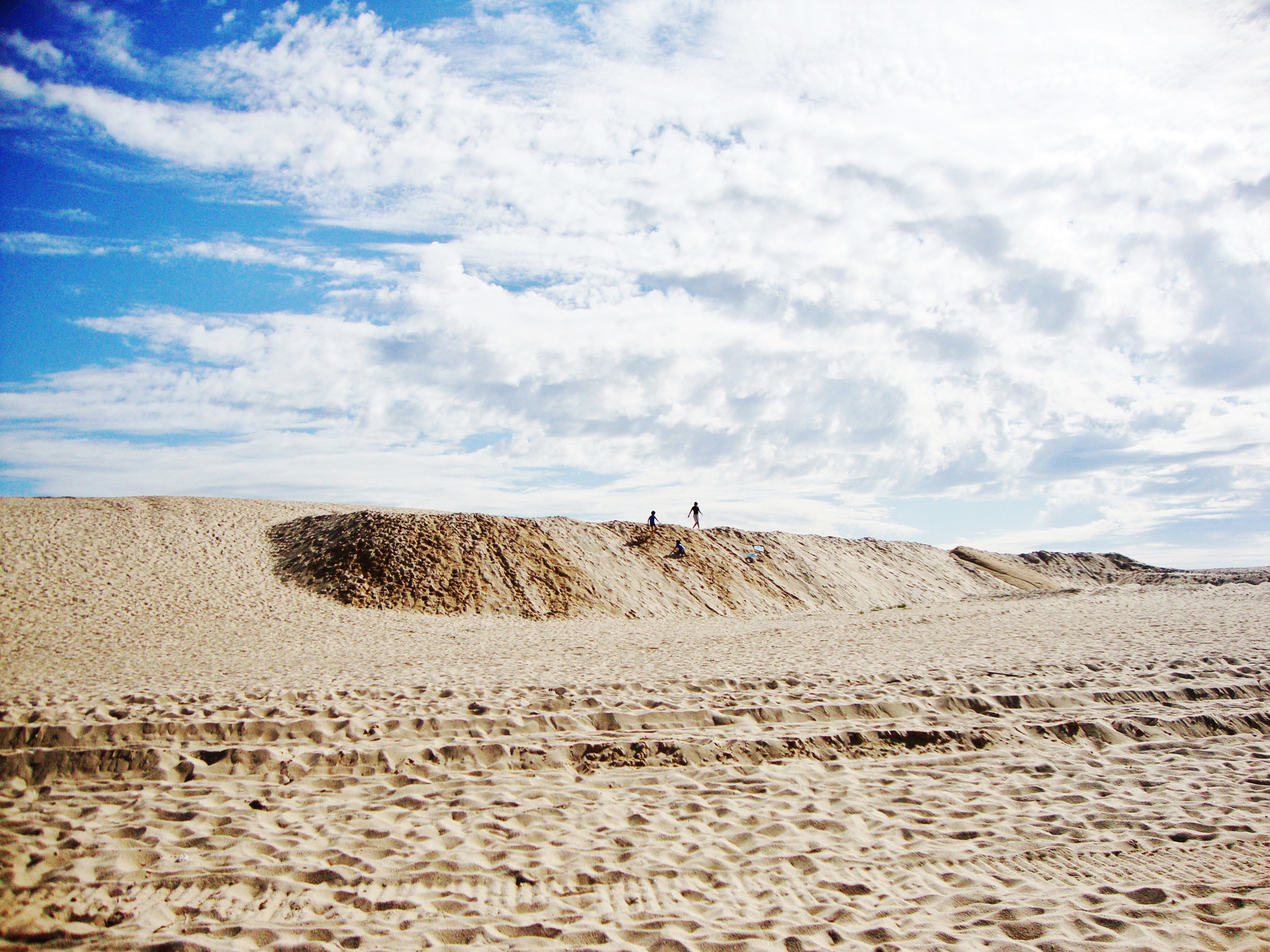
O extenso areal da Lagoa de Albufeira.

A Lagoa de Albufeira é uma lagoa portuguesa localizada no concelho de Sesimbra, na freguesia do Castelo. É um local classificado como sítio Ramsar
A lagoa é alimentada pela água doce das ribeiras da Apostiça, Ferraria e Aiana, e pela água salgada do oceano Atlântico, quando o cordão dunar é aberto oficialmente na primavera. É constituida por três lagoas: a Grande, a pequena e a da Estacada. Ao atingir os 15 metros de profundidade máxima, a Lagoa de Albufeira é considerada a mais funda de Portugal.
Rodeada por pinhal em quase todo o perímetro, conta com pequenos areais junto do mar e na margem norte. As águas calmas e o vento criam condições para a prática de winsdurf, kitesurf e vela. Procurada por inúmeras famílias com crianças, o trânsito pode ser caótico aos fins de semana. Em plataformas no meio da lagoa existem viveiros de mexilhão.
Integra, desde 1987, a Reserva Ecológica Nacional, sendo uma zona de protecção especial de aves. Tem excelentes condições para a prática de vela, windsurf, kitesurf e canoagem. A praia é muito procurada para a prática de surf e bodyboard.

## Fauna
Os patos, são algumas das cerca de quarenta espécies de aves aquáticas que utilizam a lagoa, sazonalmente ou o ano todo.
- Pato-real - residente comum
- Marrequinha - invernante comum
- Pato-trombeteiro - invernante pouco comum
- Frisada - invernante raro
- Zarro - invernante raro

Outras aves aquáticas da lagoa
- Garça-branca-pequena- residente comum
- Garça-real - residente comum
- Galeirão - residente comum
- Mergulhão-pequeno - residente comum
- Galinha-d'água - residente comum
- Frango-d'água - residente comum
- Gaivota-de-patas-amarelas - residente comum
- Gaivota-d'asa-escura - residente comum
- Corvo-marinho - residente comum
- Garça-pequena ou Garçote - estival pouco comum
- Garça-vermelha - estival pouco comum
- Cegonha-branca - residente pouco comum
- Borrelho-de-coleira-interrompida - residente pouco comum
- Caimão - residente raro